# Nazionale femminile di pallacanestro del Kenya
La nazionale di pallacanestro femminile del Kenya è la rappresentativa cestistica femminile del Kenya ed è posta sotto l'egida della Federazione cestistica del Kenya.

## Piazzamenti

### Campionati del mondo
- 1994 - 16°

### Campionati africani
- 1986 - 5°
- 1993 -  2°
- 1997 - 4°
- 2007 - 12°
- 2013 - 10°
- 2019 - 11°
- 2021 - 9°

## Formazioni

### Campionati del mondo
Campionato mondiale femminile di pallacanestro 19944 Omamo, 5 Kariuki, 6 Makale, 7 Olumbo, 8 Mohammed, 9 Muthoni, 10 Shava, 11 Onjiko, 12 Imbaya, 13 Akuno, 14 Onono, 15 Owiti,        All. Tom Munyama

### Campionati africani
Campionato africano femminile di pallacanestro 19934 Achieng, 5 Mohammed, 6 Shava, 7 Olumbo, 8 Imbaya, 9 Ynyanza, 10 Orimba, 11 Onjiko, 12 Chepkios, 13 Akinyi, 14 Kariuki, 15 Owiti,        All. -
Campionato africano femminile di pallacanestro 19974 Achieng, 5 Mohammed, 6 Memba, 7 Shava, 8 Akinyi, 9 Aratoh, 10 Kanani, 11 Kedogo, 12 Apondi, 13 Achola, 14 Alividza, 15 Makale,        All. -
Campionato africano femminile di pallacanestro 20074 Mjomba, 5 Ouma, 6 Odula, 7 Aratoh, 8 Okoth, 9 Amayo, 10 Omwando, 11 Anyango, 12 Odhiambo, 13 Obwong, 14 Achieng, 15 Memba,        All. -
Campionato africano femminile di pallacanestro 20134 Wanjiku Wango'Ndu, 5 Nyakweba, 6 Okoth, 7 Mjomba, 8 Luvandwa, 9 Jumba, 10 Odhiambo, 11 Shani, 12 Ouma, 13 Okoth, 14 Owino, 15 Auma,        All. Thomas Olumbo
Campionato africano femminile di pallacanestro 20196 Obunga, 7 Mjomba, 8 Luvandwa, 9 Ateino, 10 Otieno, 11 Kananu, 12 Okoth, 13 Wanyama, 14 Owino, 15 Shani,        All. Ronnie Owino
Campionato africano femminile di pallacanestro 20214 Omondi, 5 Otieno, 6 Mwangale, 7 Otieno, 8 Luvandwa, 9 Ateino, 10 Akynyi, 11 Okumu, 12 Ouma, 13 Wanyama, 14 Owino, 15 Opicho, 45 Wasuda,        All. George Mayienga